# Депутатский (Челябинская область)
Депута́тский — посёлок в Еткульском районе Челябинской области России. Входит в состав Еманжелинского сельского поселения.

## География
Посёлок находится на востоке Челябинской области, в лесостепной зоне, вблизи истока реки Депутатский Лог (приток Еманжелинки), на расстоянии 29 км (по прямой) к западу от села Еткуль, административного центра района. Абсолютная высота 281 м над уровнем моря.

## Население
| 2002 | 2010 |
| ---- | ---- |
| 306  | ↗322 |

Гендерный состав
По данным Всероссийской переписи населения 2010 года в гендерной структуре населения мужчины составляли 46,3 %, женщины — 53,7 %.
Национальный состав
Согласно результатам переписи 2002 года, в национальной структуре населения русские составляли 85 %.

## Улицы
| - Береговая, - Набережная, - Почтовая, - Садовая, | - Совхозная, - Центральная, - Южная. |